# خايمي أيوفي
خايمي خافيير أيوفي كوروزو (إسبانية: Jaime Ayoví؛ موليد 21 فبراير 1988 في إيلوي ألفارو، إسمرالداس) هو لاعب كرة قدم إكوادوري يجيد اللعب كمهاجم . أستدعي أيوفي من قبل المدرب الجديد للإكوادور، الكولومبي رينالدو رويدا، للدفاع عن ألوان المنتخب الإكوادوري للمرة الأولى قبيل مباراة ضد المكسيك في غوادالاخارا يوم 4 سبتمبر 2010، وقد لعب بشكل جيد حينها حيث أنه تمكن من تسجيل هدف الإكوادور الثاني في انتصار بنتيجة 2–1.

## روابط خارجية
- خايمي أيوفي على موقع الاتحاد الدولي (مؤرشف)  (الإنجليزية)
- خايمي أيوفي على موقع اتحاد تركيا (لاعب) (الإنجليزية)
- خايمي أيوفي على موقع قاعدة بيانات كرة القدم.إي يو (الإنجليزية)
- خايمي أيوفي على موقع ناشيونال فوتبول تيمز (الإنجليزية)
- خايمي أيوفي على موقع Soccerway.com (الإنجليزية)
- خايمي أيوفي على موقع AS.com (الإسبانية)